# Sam Moskowitz
Sam Moskowitz (ur. 30 czerwca 1920 w Newark, zm. 15 kwietnia 1997 w Newark) – amerykański redaktor, pisarz i publicysta science fiction, a także aktywny fan i działacz fandomu oraz krytyk fantastyki. Publikował także pod pseudonimem Sam Martin.

## Życiorys
Zredagował kilkadziesiąt antologii poświęconych fantastyce naukowej. Napisał kilkanaście książek – głównie poświęconych historii science fiction i fandomu, za książkę: Science Fiction in Old San Francisco: Volume One, History of the Movement From 1854 to 1890 otrzymał Nagrodę Pielgrzyma. Artykułów i esejów napisał tysiące – pisał je przez przeszło 50 lat.
Był redaktorem kilku pism poświęconych fantastyce – m.in.: w latach 50. „Science-Fiction Plus”, należącego do Hugo Gernsbacka, zaś w latach 70. magazynu „Weird Tales”.
Brał udział w niemal wszystkich Worldconach od pierwszego w 1939, którego był organizatorem po lata 90. XX wieku. Organizował lub pomagał w organizacji wielu konwentów. W fandomie był postacią popularną. Znany był z posiadania wielkiej kolekcji książek i wszelkiego rodzaju gadżetów związanych z fantastyką, filmami i wynalazkami naukowymi.

## Życie prywatne
W 1958 ożenił się z Christine Haycock (1924-2008) doktor medycyny i również działaczką fandomu.

## Publikacje

### Książki non-fiction
- The Immortal Storm: A History of Science Fiction Fandom (1951)
- Explorers of the Infinite: Shapers of Science Fiction (1963)
- Seekers of Tomorrow (1965)
- A Canticle for P. Schuyler Miller (1975)
- Science Fiction Calendar 1976 (1975)
- Charles Fort: A Radical Corpuscle (1976)
- Strange Horizons: The Spectrum of Science Fiction (1976)
- Science Fiction in Old San Francisco: 1. History of the Movement, From 1854 to 1890 (1980)
- A. Merritt: Reflections in the Moon Pool (1985) wspólnie z A. Merrittem
- Howard Phillips Lovecraft and Nils Helmer Frome: A Recollection of One of Canada’s Earliest Science Fiction Fans (1989)
- After All These Years ... (1991)

### Zredagowane antologie
- Editor’s Choice in Science Fiction (1954)
- Exploring Other Worlds (1963)
- The Coming of the Robots (1963)
- Modern Masterpieces of Science Fiction (1965)
- Doorway Into Time (1966)
- Three Stories (1967)
- Masterpieces of Science Fiction (1967)
- Microcosmic God (1968)
- Science Fiction by Gaslight (1968)
- The Vortex Blasters (1968)
- The Man Who Called Himself Poe (1969)
- Under the Moons of Mars: A History and Anthology of 'The Scientific Romance’ in the Munsey Magazines, 1912-1920 (1970)
- Futures to Infinity (1970)
- Horrors Unknown (1971)
- When Women Rule (1972)
- Horrors Unseen (1974)

### Antologie współredagowane

#### Wspólnie zRogerem Elwoodem(inne języki)
- Strange Signposts (1966)
- The Human Zero and Other Science-Fiction Masterpieces (1967)
- The Time Curve (1968)
- Alien Earth and Other Stories (1969)
- Other Worlds, Other Times (1969)

#### Wspólnie zAlden H. Norton
- Great Untold Stories of Fantasy and Horror (1969)
- The Space Magicians (1971)
- Ghostly By Gaslight (1971)
- Horrors in Hiding (1973)

## Nagrody i wyróżnienia
- Nagroda Pielgrzyma za wkład w działalność krytyczną i naukową na polu fantastyki naukowej za książkę: Science Fiction in Old San Francisco: Volume One, History of the Movement From 1854 to 1890
- Był Gościem Honorowym 13 Worldconu w Cleveland w 1955[4]
- Po jego śmierci tzw. Pierwszy fandom – czyli fani, którzy zaczęli pojawiać się na konwentach w latach 40. – ustanowił nagrodę jego imienia: The Moskowitz Archive Award[5]. Jednym z pierwszych jej laureatów był w 1999 Forrest J Ackerman.
- Z kolei organizatorzy konwentu I-CON ustanowili nagrodę I-CON Sam Moskowitz Award[6]